# Гаврилов, Пётр Семёнович
Пётр Семёнович Гаври́лов (1919—2014) — работник лесной промышленности Карелии, Герой Социалистического Труда (1957).

## Биография
Родился в крестьянской семье, карел.
После окончания школы начал трудовую деятельность в Киндасовском лесопункте Пряжинского леспромхоза, с 1938 года — лесоруб Матросского лесопункта.
Участник Советско-финской войны (1939—1940), воевал в составе 70-й стрелковой дивизии.
Участник Великой Отечественной войны, окончание войны встретил в Германии, старший сержант.
С 1946 года, после демобилизации, работал десятником, мастером, техническим руководителем Матросского лесопункта Пряжинского леспромхоза.